# Paul Faivre
Paul Faivre, cuyo nombre real Paul Henri Faivre, nacido el 3 de marzo de 1886 en Belfort y fallecido el 5 de marzo de 1973 en París, fue un actor francés.

## Biografía
Paul Faivre desempeñó papeles de abuelo (Les Grandes Vacances, Le Grand Restaurant, Archimède le clochard, Les Vieux de la vieille, Une aussi longue absence…). Entre 1931 y 1967, actuó en 180 películas (veintiocho de ellas dirigidas por André Berthomieu).

## Filmografía
- 1931 : Une brune piquante de Serge de Poligny (cortometraje)
- 1931 : Octave de Louis Mercanton (cortometraje)
- 1932 : La Perle de René Guissart
- 1932 : Le Théâtre chez soi de Robert Bossis (cortometraje)
- 1932 : Cognasse de Louis Mercanton
- 1932 : Invite Monsieur à dîner de Claude Autant-Lara (cortometraje)
- 1932 : Le Baptême du petit Oscar de Jean Dréville (longitud media)
- 1932 : Histoires de rire de Jean Boyer (cortometraje)
- 1933 : Ah ! Quelle gare ! de René Guissart : Torchu
- 1933 : Les Deux Canards de Erich Schmidt
- 1934 : Minuit, place Pigalle de Roger Richebé
- 1935 : Jim la Houlette de André Berthomieu : Le gardien de prison
- 1936 : Le Mort en fuite de André Berthomieu : Le gardien
- 1936 : Messieurs les ronds-de-cuir de Yves Mirande : Van der Hogen
- 1936 : La Dame de Vittel de Roger Goupillières : Cornillon
- 1937 : La Maison d'en face de Christian-Jaque : Maringot
- 1937 : Cinderella de Pierre Caron : Mataplan
- 1937 : François Premier de Christian-Jaque : Un señor
- 1937 : Orage de Marc Allégret : El cartero
- 1937 : Le Porte-veine de André Berthomieu : El marido engañado
- 1938 : Vidocq de Jacques Daroy
- 1938 : Prisons de femmes de Roger Richebé
- 1938 : Métropolitain de Maurice Cam
- 1939 : Moulin Rouge de André Hugon : El portero
- 1939 : Les Musiciens du ciel de Georges Lacombe : Un vagabundo
- 1939 : Bach en correctionnelle de Henry Wulschleger : El guardia
- 1939 : Derrière la façade de Yves Mirande y Georges Lacombe : Le concierge
- 1940 : Ils étaient cinq permissionnaires de Pierre Caron : El jardinero
- 1941 : Annette et la dame blonde de Jean Dréville : El alcalde
- 1941 : Ce n'est pas moi de Jacques de Baroncelli
- 1941 : Les inconnus dans la maison de Henri Decoin : El agente
- 1941 : La Maison des sept jeunes filles de Albert Valentin
- 1942 : La Duchesse de Langeais de Jacques de Baroncelli : Auguste de Maulincour
- 1941 : Opéra-Musette de René Lefèvre y Claude Renoir : Un gendarme
- 1941 : Premier rendez-vous de Henri Decoin : Le garçon de café
- 1942 : La Femme que j'ai le plus aimée de Robert Vernay : Panouille
- 1942 : Fou d'amour de Paul Mesnier : Latulle
- 1942 : Mariage d'amour de Henri Decoin : El alcalde de 40 años
- 1942 : Romance à trois de Roger Richebé : Le commissaire priseur
- 1943 : Monsieur des Lourdines de Pierre de Hérain : Célestin
- 1943 : Le Comte de Monte-Cristo de Robert Vernay : Emmanuel Brissard (en la primera época de  Edmond Dantès)
- 1943 : Domino de Roger Richebé : El viajero
- 1943 : Graine au vent de Maurice Gleize
- 1943 : Le Secret de madame Clapain de André Berthomieu : Miron
- 1944 : La Rabouilleuse de Fernand Rivers d'après le roman de Balzac
- 1944 : Le Cavalier noir de Gilles Grangier : Le meunier
- 1944 : Farandole de André Zwobada
- 1944 : Florence est folle de Georges Lacombe : Pierre Benoit
- 1945 : Le Bataillon du ciel d'Alexandre Esway : Emile
- 1945 : Boule de suif de Christian-Jaque : Poitevin
- 1945 : Le Capitan de Robert Vernay : L'aubergiste
- 1945 : Cyrano de Bergerac de Fernand Rivers d'après Edmond Rostand
- 1945 : Impasse de Pierre Dard
- 1945 : L'Insaisissable Frédéric de Richard Pottier : El editor
- 1945 : J'ai dix-sept ans de André Berthomieu
- 1945 : Jéricho de Henri Calef
- 1945 : Les malheurs de Sophie de Jacqueline Audry : Le contrôleur
- 1946 : Le Pays sans étoiles de Georges Lacombe : El campesino
- 1946 : Le Dernier Sou de André Cayatte : Mr Sauvel
- 1946 : L'Amour autour de la maison de Pierre de Hérain : Albert
- 1946 : Amour, Délices et Orgues de André Berthomieu : Saturnin
- 1946 : Le Bateau à soupe de Maurice Gleize
- 1946 : Fantomas de Jean Sacha : El chófer
- 1946 : Gringalet de André Berthomieu : Emile
- 1946 : La Maison sous la mer de Henri Calef : Maresquier
- 1946 : Martin Roumagnac de Georges Lacombe : El comprador
- 1946 : Pas si bête d'André Berthomieu : Maître Perrot, el notario
- 1946 : La Revanche de Roger la Honte de André Cayatte
- 1946 : Le silence est d'or de René Clair : El cochero
- 1946 : Gonzague de René Delacroix
- 1947 : Rendez-vous à Paris de Gilles Grangier : Mr Dumas
- 1947 : Miroir de Raymond Lamy : El abate Viegeard
- 1947 : Blanc comme neige de André Berthomieu : Paul
- 1947 : Par la fenêtre de Gilles Grangier : Mr Laforest
- 1947 : Carré de valets de André Berthomieu : El presidente del tribunal
- 1947 : Le dessous des cartes de André Cayatte : El alcalde
- 1947 : L'Éventail o L'île aux nuages de Emile-Edwin Reinert : El médico
- 1947 : Fort de la solitude ou "Ras-El-Gua", "Poste sud" de Robert Vernay : Le chef de la poste
- 1947 : Monsieur Vincent de Maurice Cloche : LEl sacristán
- 1948 : Les Dernières Vacances de Roger Leenhardt : Mr Belval
- 1948 : La Veuve et l'Innocent de André Cerf : El procurador
- 1948 : Le Sorcier du ciel de Marcel Blistène : El abate Toccanier
- 1948 : Le Bal des pompiers de André Berthomieu : Mr Berton
- 1948 : L'Ombre de André Berthomieu : Mr Veyrac
- 1949 : Tous les deux de Louis Cuny : Le patron de l'auberge
- 1949 : Fantômas contre Fantômas de Robert Vernay : L'huissier
- 1949 : Le cœur sur la main de André Berthomieu : El cura
- 1949 : Le Roi Pandore d'André Berthomieu : El alcalde
- 1949 : La Soif des hommes de Serge de Poligny : Mr Broussot
- 1949 : La souricière de Henri Calef : Un juez
- 1949 : Les Nouveaux Maîtres de Paul Nivoix
- 1949 : Monseigneur de Roger Richebé : El general
- 1949 : Drame au Vel'd'Hiv' de Maurice Cam : Mr Fernand
- 1949 : Au royaume des cieux de Julien Duvivier : Un gendarme
- 1949 : La Femme nue d'André Berthomieu : Le père Louis
- 1950 : Le Roi des camelots de André Berthomieu : El secretario
- 1950 : Mademoiselle Josette, ma femme de André Berthomieu : Urbain
- 1950 : Pigalle-Saint-Germain-des-Prés de André Berthomieu : El tío Jules
- 1950 : Les Amants de bras-mort de Marcel Pagliero : Un agente
- 1950 : La Belle Image de Claude Heymann : L'employé de bureau
- 1950 : Les Joyeux Pèlerins de Alfred Pasquali : El cirujano
- 1950 : Justice est faite de André Cayatte : Le patron du "Roi-Soleil"
- 1950 : Quai de Grenelle de Emile-Edwin Reinert : Le receveur
- 1950 : Sans laisser d'adresse de Jean-Paul Le Chanois : El delegado sindical
- 1950 : Souvenirs perdus de Christian-Jaque : El chófer
- 1951 : Knock de Guy Lefranc : Mr Michalon, el alcalde
- 1951 : Les sept péchés capitaux de Carlo Rim : Un jugador de cartas en el episodio La Gourmandise
- 1951 : Chacun son tour de André Berthomieu : Mr Dubourg
- 1951 : Jamais deux sans trois de André Berthomieu
- 1951 : Ma femme est formidable de André Hunebelle : El taxista
- 1951 : La Maison Bonnadieu de Carlo Rim
- 1951 : Agence matrimoniale de Jean-Paul Le Chanois : El alcalde
- 1952 : Monsieur Leguignon lampiste de Maurice Labro : Le chef lampiste
- 1952 : La maison dans la dune de Georges Lampin : El tío de Pascaline
- 1952 : Elle et moi de Guy Lefranc : El tío de provincias
- 1952 : Le Plus Heureux des hommes d'Yves Ciampi : El juez de instrucción
- 1952 : Nous sommes tous des assassins de André Cayatte : Biribi
- 1952 : Monsieur Taxi de André Hunebelle : Un chófer
- 1952 : Mon mari est merveilleux d'André Hunebelle : Le rédacteur en chef
- 1952 : La Fugue de monsieur Perle de Roger Richebé : Le cafetier
- 1952 : La Forêt de l'adieu de Ralph Habib : El médico
- 1952 : C'est arrivé à Paris de Henri Lavorel y John Berry : Le turfiste
- 1952 : Les Belles de nuit de René Clair : L'huissier
- 1952 : Violettes impériales de Richard Pottier : L'aubergiste
- 1953 : Belle Mentalité ! de André Berthomieu : Le père Bouvalet
- 1953 : Le Dernier Robin des Bois d'André Berthomieu : Gustave
- 1953 : Capitaine Pantoufle de Guy Lefranc : Mr Chardunet, le caissier
- 1953 : Le Défroqué de Léo Joannon : El obispo
- 1953 : La neige était sale de Luis Saslavsky : Le concierge
- 1953 : L'Œil en coulisse d'André Berthomieu : Mr Leloup
- 1953 : Le Portrait de son père d'André Berthomieu : El notario
- 1953 : Mam'zelle Nitouche de Yves Allégret : El cochero
- 1954 : Avant le déluge d'André Cayatte : Eugène
- 1954 : Le Rouge et le Noir de Claude Autant-Lara
- 1954 : La Belle Otero de Richard Pottier : El cochero
- 1954 : Dix-huit heures d'escale de René Jolivet : El doctor
- 1954 : Leguignon guérisseur de Maurice Labro : Le gardien chef
- 1954 : Secrets d'alcôve de Jean Delannoy
- 1954 : Poisson d'avril de Gilles Grangier : Le cafetier
- 1955 : La Belle et le Clochard : Jock (voz)
- 1955 : Les deux font la paire d'André Berthomieu : Le gardien
- 1955 : Les Aristocrates de Denys de La Patellière
- 1955 : Chantage de Guy Lefranc : Le patron du café
- 1955 : Le Dossier noir d'André Cayatte : Le bistrot
- 1955 : Les Grandes Manœuvres de René Clair : Le patron de la pension
- 1955 : Marie-Antoinette reine de France de Jean Delannoy : Un burgués
- 1955 : Les Possédées de Charles Brabant : Edouardo
- 1955 : Treize à table de André Hunebelle : M. Dupaillon
- 1955 : Les Duraton d'André Berthomieu : El presidente del tribunal
- 1955 : Papa, maman, ma femme et moi de Jean-Paul Le Chanois : Le curé
- 1956 : Le Septième Commandement de Raymond Bernard : Gabriel, el jardinero
- 1956 : Le sang à la tête de Gilles Grangier : M. Cardinaud, adre
- 1956 : La Joyeuse Prison d'André Berthomieu : Fikasse
- 1956 : Et Dieu… créa la femme de Roger Vadim : M. Morin
- 1956 : Le Chanteur de Mexico de Richard Pottier : El primo Bidache
- 1956 : La Route joyeuse (The happy road) de Gene Kelly : Un officier
- 1956 : Fernand cow-boy de Guy Lefranc : Un serveur
- 1957 : Le Désert de Pigalle de Léo Joannon : L'aumônier
- 1957 : Le désir mène les hommes de Mick Roussel : El empleado de M. Jourdans
- 1957 : L'Étrange Monsieur Steve de Raymond Bailly : Un cliente
- 1957 : Les louves de Luis Saslavsky : El médico
- 1957 : Mimi Pinson de Robert Darène : Le gardien
- 1957 : Ni vu... ni connu... de Yves Robert : Victor, le gardien-chef de la prison
- 1957 : Porte des Lilas de René Clair : Le marchand de postes de radio
- 1957 : Pot-Bouille de Julien Duvivier : Un cochero
- 1958 : Les Misérables de Jean-Paul Le Chanois : El cochero de M. Gillenormand
- 1958 : Sacrée Jeunesse d'André Berthomieu : L'abbé
- 1958 : Archimède le clochard de Gilles Grangier : El vagabundo de los globos
- 1959 : Vers l'extase de René Wheeler
- 1960 : Une aussi longue absence de Henri Colpi : Le retraité
- 1960 : Les vieux de la vieille de Gilles Grangier : Léon, un consommateur
- 1961 : L'assassin est dans l'annuaire ou "Cet imbécile de Rimoldi"  de Léo Joannon : Le patron du café
- 1961 : Les Livreurs de Jean Girault : Mr Lenoise
- 1961 : Le Cave se rebiffe de Gilles Grangier : Le concierge
- 1961 : Par-dessus le mur de Jean-Paul Le Chanois : Un vecino
- 1962 : Du mouron pour les petits oiseaux de Marcel Carné
- 1962 : Le Gentleman d'Epsom o "Les grands seigneurs" de Gilles Grangier : Le vendeur de tickets P.M.U.
- 1962 : Un clair de lune à Maubeuge de Jean Chérasse : Un turfiste
- 1963 : L'Honorable Stanislas, agent secret de Jean-Charles Dudrumet : El taxista
- 1964 : Jean-Marc ou la Vie conjugale de André Cayatte : Un médico
- 1964 : Françoise ou la Vie conjugale de André Cayatte : Un médico
- 1964 : Monsieur de Jean-Paul Le Chanois : Le curé
- 1966 : Le Jardinier d'Argenteuil de Jean-Paul Le Chanois : Le cafetier
- 1966 : Le Grand Restaurant de Jacques Besnard : Le monsieur taché
- 1966 : Trois enfants dans le désordre de Léo Joannon : Le patron du café
- 1966 : Le Roi de cœur de Philippe de Broca : Le coiffeur
- 1967 : Les Grandes Vacances de Jean Girault : Le propriétaire du poulailler

## Teatro
- 1930 : Arsène Lupin banquier, opereta, libreto Yves Mirande, coplas Albert Willemetz, compositor Marcel Lattes de Maurice Leblanc, Théâtre des Bouffes-Parisiens
- 1951 : Je l'aimais trop de Jean Guitton, misma escena Christian-Gérard, Théâtre Saint-Georges
- 1953 : Je l'aimais trop de Jean Guitton, mise en scène Christian-Gérard, Théâtre des Célestins
- 1953 : Frère Jacques d'André Gillois, misma escena Fernand Ledoux, Théâtre des Variétés
- 1957-1958 : La Mamma de André Roussin, misma escena del autor, Théâtre de la Madeleine
- 1959 : Mon père avait raison de Sacha Guitry, misma escena André Roussin, Théâtre de la Madeleine
- 1960 : Mon père avait raison de Sacha Guitry, misma escena André Roussin, Théâtre des Célestins
- 1962 : N'écoutez pas Mesdames de Sacha Guitry, mise en scène Jacques Mauclair,  Théâtre de la Madeleine